# Idaea aversata
Idaea aversata је врста ноћног лептира (мољца) из породице Geometridae. Врсту је први описао Карл фон Лине у свом 10. издању Systema Naturae 1758. године.

## Распрострањење
Ова врста је распрострањена у Европи, на Блиском истоку, у северној Африци и широм Палеартика. Ретки су записи на Пиринејском и Балканском полуострву. Северна граница је северна Шведска и северна Финска. Најсевернији делови Русије и неколико области Русије, северозападно од Каспијског језера су искључени. У Северној Африци (источни Алжир и Тунис) постоји мање присуство које припада посебној подрвсти (Idaea aversata indeviata Prout, 1935). Изван Европе, област распрострањења се протеже од северне Турске до Кавказа, одатле преко средње Азије, Сибира и североисточне Кине до Јапана. Појава у Јапану се сматра подврстом (Idaea aversata japonica Inoue, 1955). Мала, изолована појава у јужној Турској је изузетна.
У Србији је широко распрострањена, среће се од низијских подручја до висина до 1500 метара надморске висине.

## Опис
Врста има распон крила од 30-35мм. Крила су тамноцрвена или кремаста са тамним фасцијама (тракама). Постоје два главна облика, један има тамније сенке између централних фасција, други нема. Основна боја крила је беличасто-жута до окер боје. Неки примерци имају црвено-наранџасту боју. Елементи шаре су тамнобраон. На предњим крилима су три попречне линије, а на задњим крилима су две попречне линије. Подручје између средње и спољашње попречне линије је тамнобраон. Мрље на диску су мале и неупадњиве, могу и да недостају. Мале маргиналне тачке леже на спољној ивици и могу да чине скоро уску маргиналну линију.
Ларва је умерено дебела, сужава се напред и донекле спљоштена, са набораним бочним гребеном. Глава је мала и црвенкаст-браон, густо попрскана црном бојом. Тело је наборано, кожа је попречно наборана и загасито смеђе боје. Последња четири сегмента су блеђа, окер боје. Леђна линије је беличаста, нејасна. Бочна линија је беличасто-окер, њена доња страна је тамна са бледим криланстим мрљама на сваком сегменту. Лутка је глатка, али није сјајна, бледо црвенкасто-браон боје, тамнија дорзално.

## Биологија
Одрасле јединке лете ноћу од јуна до августа, повремено и касније и привлачи их светлост.
Ларва се храни разним биљкама, укључујући врсте рода Galium, Taraxacum, Polygonum и врсту Stellaria media.